# Нуслох
Нуслох (нем. Nußloch) — община в Германии, в земле Баден-Вюртемберг. 
Подчиняется административному округу Карлсруэ. Входит в состав района Рейн-Неккар.  Население составляет 10 700 человек (на 31 декабря 2010 года). Занимает площадь 13,59 км².